# Casa Sommer
A Casa Sommer, antiga residência estival do empresário Henrique Sommer, alberga desde 2016 o Arquivo Histórico Municipal de Cascais e a Livraria Municipal de Cascais.

## Caracterização
Esta moradia de planta quadrangular em estilo neoclássico, situada diante da Igreja Matriz de Nossa Senhora da Assunção, possui quatro pisos, evidenciados no exterior por cornijas que formam arquitraves, com registos mais pronunciados no piso térreo. A fachada principal está voltada a sul, sendo antecedida por um pórtico retangular assente sobre pilares nos ângulos, formando também a varanda do segundo piso, protegida por balaustrada. As restantes fachadas são mimetizadas, possuindo três vãos abertos nos alçados que reforçam a estrutura quadrangular do edifício. A sua cota, de 2,60 m, reforça também a sua verticalidade. No lado norte, a propriedade integra as antigas cocheiras, edifício de dois pisos e planta longitudinal, com acesso através de portais de arco abatido.

## História
A casa foi construída em 1894 para Henrique Oliveira de Sommer, acabando por receber o nome do proprietário. Depois da morte do empresário, passou para a posse dos seus descendentes, entre eles o seu filho Henrique Sommer. A sua última utilização data da década de 80 do século XX, quando acomodou o Centro de Cultura e Desporto do Pessoal do Município de Cascais, a que se seguiu um longo período de abandono e degradação. Em 2005 a Câmara Municipal de Cascais assinou o auto de posse administrativa do edifício, já classificado como imóvel de interesse municipal, para a instalação do Arquivo Histórico Municipal, que abriu ao público em dezembro de 2016, com projeto da autoria da arquiteta Paula Santos.. É possível fazer uma visita em 360ºao interior da casa.

## Arquivo Histórico Municipal de Cascais
Fundado a 25 de agosto de 1987, o Arquivo Histórico Municipal de Cascais tem por missão a recolha, organização, preservação e difusão da documentação de conservação permanente à sua guarda, fundamental para a reconstituição do passado do município. Neste sentido, para além da gestão de documentos produzidos e recebidos pela Câmara Municipal no exercício da sua atividade, cumpre-lhe, ainda, o tratamento de toda a documentação considerada de interesse para o efeito, recebida por compra, depósito ou doação, nomeadamente por intermédio do PRADIM – Programa de Recuperação de Arquivos e Documentos de Interesse Municipal, bem como a promoção de edições, exposições, cursos, workshops e conferências relacionadas com o acervo ou a história local.
Em 2008, tendo por base o X-Arq, software que obedece à ISAD (G) – Norma Geral Internacional de Descrição Arquivística – e ISAAR (CPF) – Norma Internacional Arquivística para as Entradas de Autoridade de Entidades, Pessoas e Famílias – o Arquivo Histórico Municipal iniciou um projeto de informatização que conduziria à criação do Arquivo Histórico Digital de Cascais, ao qual se associaram outros importantes núcleos arquivísticos municipais, como a Casa Reynaldo dos Santos | Irene Quilhó dos Santos e o Museu da Música Portuguesa – Casa Verdades de Faria. Por intermédio desta nova funcionalidade, em constante atualização, ficaram, assim, acessíveis à distância de um clique descrições e digitalizações de milhares de documentos, que poderão ser gradualmente pesquisados, a diferentes níveis.
O  Arquivo Histórico Municipal organiza-se em três zonas complementares: uma área pública, que funciona na Casa Sommer, constituída por quatro pisos; uma área reservada ao trabalho técnico, instalada no edifício das antigas cocheiras; e uma área de depósito, entre estes edifícios. Assegura, assim, a preservação dos mais relevantes documentos para a história de Cascais, de 1514 a 2018, datas extremas das fontes que disponibiliza, a diferentes níveis, para consulta presencial e on-line, atualmente organizadas em 57 Fundos e Coleções, reunidos em 10 Grupos de Arquivos, que em seguida se apresentam.    